# Parentesi di Jacobi
In matematica, una parentesi di Jacobi (da Carl Gustav Jakob Jacobi) di due funzioni {\displaystyle f(x,y,q)} e {\displaystyle g(x,y,q)} di {\displaystyle 2n+1} variabili indipendenti {\displaystyle x=(x_{1},\dots ,x_{n})}, {\displaystyle y} e {\displaystyle q=(q_{1},\dots ,q_{n})}, è l'espressione differenziale:
{\displaystyle [f,g]=\sum _{k=1}^{n}\left[{\frac {\partial f}{\partial q_{k}}}\left({\frac {\partial g}{\partial x_{k}}}+q_{k}{\frac {\partial g}{\partial y}}\right)-{\frac {\partial g}{\partial q_{k}}}\left({\frac {\partial f}{\partial x_{k}}}+q_{k}{\frac {\partial f}{\partial y}}\right)\right]}
Essa soddisfa le proprietà:
{\displaystyle [f,g]=-[g,f]}
{\displaystyle [f,gh]=g[f,h]+h[f,g]}
e l'Identità di Jacobi.
Un caso particolare di questa relazione, quello in cui {\displaystyle f} e {\displaystyle g} non dipendono da {\displaystyle y}, è la parentesi di Poisson:
{\displaystyle [f,g]=\sum _{k=1}^{n}\left({\frac {\partial f}{\partial q_{k}}}{\frac {\partial g}{\partial x_{k}}}-{\frac {\partial g}{\partial q_{k}}}{\frac {\partial f}{\partial x_{k}}}\right)}